# ARMA模型
ARMA模型（英語：Autoregressive moving average model，全稱：自我迴歸滑動平均模型）。是研究时间序列的重要方法，由自迴歸模型（简称AR模型）与移动平均模型（简称MA模型）为基础“混合”构成。在市场研究中常用于长期追踪资料的研究，如：Panel研究中，用于消费行为模式变迁研究；在零售研究中，用于具有季节变动特征的销售量、市场规模的预测等。

## 自我迴歸AR(p)模型
{\displaystyle X_{t}=c+\sum _{i=1}^{p}\varphi _{i}X_{t-i}+\varepsilon _{t}.\,}
自回归模型描述的是当前值与历史值之间的关系。
其中：{\displaystyle c}是常數項；{\displaystyle \varepsilon _{t}}被假設為平均數等於0，標準差等於{\displaystyle \sigma }的隨機誤差值；{\displaystyle \varepsilon _{t}}被假設為對於任何的{\displaystyle t}都不變。

## 移动平均MA(q)模型
{\displaystyle X_{t}=\mu +\varepsilon _{t}+\sum _{i=1}^{q}\theta _{i}\varepsilon _{t-i}\,}
移动平均模型描述的是自回归部分的误差累计。
其中 μ 是序列的均值，θ1,..., θq 是参数，εt , εt-1,..., εt−q 都是 白噪声。

## ARMA(p,q)模型
ARMA(p,q)模型中包含了p個自回归项和q個移动平均项，ARMA(p,q)模型可以表示为：
{\displaystyle X_{t}=c+\varepsilon _{t}+\sum _{i=1}^{p}\varphi _{i}X_{t-i}+\sum _{j=1}^{q}\theta _{j}\varepsilon _{t-j}\ }

### ARMA滞后算子表示法
有时ARMA模型可以用滞后算子（Lag operator）{\displaystyle L} 来表示，{\displaystyle L^{i}X_{t}=X_{t-i}}。这样AR(p)模型可以写成为：
{\displaystyle \varepsilon _{t}=\left(1-\sum _{i=1}^{p}\varphi _{i}L^{i}\right)X_{t}=\varphi (L)X_{t}\,}
其中{\displaystyle \varphi }表示多项式
{\displaystyle \varphi (L)=1-\sum _{i=1}^{p}\varphi _{i}L^{i}\,}
MA(q)模型可以写成为：
{\displaystyle X_{t}=\left(1+\sum _{i=1}^{q}\theta _{i}L^{i}\right)\varepsilon _{t}=\theta (L)\varepsilon _{t}\,}
其中θ 表示多项式
{\displaystyle \theta (L)=1+\sum _{i=1}^{q}\theta _{i}L^{i}\,}
最后，ARMA(p,q)模型可以表示为：
{\displaystyle \left(1-\sum _{i=1}^{p}\varphi _{i}L^{i}\right)X_{t}=\left(1+\sum _{i=1}^{q}\theta _{i}L^{i}\right)\varepsilon _{t}\,}
或者
{\displaystyle \varphi (L)X_{t}=\theta (L)\varepsilon _{t}.\,}
若{\displaystyle \varphi (L)=1},则ARMA过程退化为MA(q)过程
若{\displaystyle \theta (L)=1},则ARMA过程退化为AR(p)过程。